# Palinustus unicornutus
Palinustus unicornutus är en kräftdjursart som beskrevs av Berry 1979. Palinustus unicornutus ingår i släktet Palinustus och familjen Palinuridae. IUCN kategoriserar arten globalt som livskraftig. Inga underarter finns listade i Catalogue of Life.